# Амалия Фройд
Амалия Натансон Фройд (1835–1930) е втората (или третата) жена на Якоб Фройд и майка на Зигмунд Фройд. Родена е като Амалия Натансон в Броди, Галиция, сега в Украйна.
Амалия е на 21 години, когато ражда Фройд (с име Зигизмунд), към когото тя развива силна емоционална зависимост.
Амалия ражда още седем деца – Юлиус, Ана, Роза, Мари, Адолфин, Раула и Александър. Децата след раждането на Фройд идват на бял свят почти година след година: Юлиус през октомври 1857, Ана на 31 декември 1858, Реджин Дебора (Роза) на 21 март 1860, Мария (Мици) на 22 март 1861, Ещер Адолфин (Долфи) на 23 юли 1862, Паулин Реджин (Паули) на 3 май 1864 и Александър Готхолд Ефраим на 15 (или 19) април 1866 г.. Амалия е силна личност, но е описвана от своя правнук като „торнадо“.
Амалия Фройд умира на 95 години от туберкулоза. Зигмунд Фройд не присъства на погребението ѝ.